# قرش أبقع الذيل
قرش أبقع الذيل (الاسم العلمي: Carcharhinus sorrah)، نوع من القرش الترابي وينتمي فصيلة البنبكيات. يوجد في غرب منطقة المحيط الهادي الهندي بين خطي العرض 31 ° ش و 31 ° ج. طوله نحو 1.6 متر.